# Normal Life
Normal Life (Verweistitel: Normal Life – Tödliche Illusion) ist ein US-amerikanisches Filmdrama von John McNaughton aus dem Jahr 1996. Die Handlung folgt wahren Begebenheiten des Räuberpaares Jeffrey und Jill Erickson.

## Handlung
Der junge Polizist Chris trifft eines Abends in einem Lokal auf Pam und verliebt sich auf der Stelle in sie. Erst spät erkennt er, dass die attraktive Blondine alkohol- und drogenabhängig ist, trotzdem beschließen die beiden zu heiraten. Aber die Ehe wird zum Drama, es stellt sich heraus, dass Pam im Bett noch niemals mit einem Mann zum Höhepunkt gekommen ist, auch im Familienleben zeichnet sich die Frau durch Gefühlskälte aus. So erscheint sie beispielsweise zum Begräbnis von Chris’ Vater mit Rollschuhen und natürlich völlig betrunken.
Chris wird von seinen Polizisten-Kollegen geschnitten, er wird immer mehr zum Außenseiter, schließlich wird ihm sogar gekündigt. Die zunehmenden Geldsorgen wachsen den beiden bald über den Kopf, Pams Lebensstil verlangt aber beträchtliche Geldmittel. Also beschließt der ehemalige Polizist, seinen Unterhalt nun mit Banküberfällen zu finanzieren. Als Polizist hatte er reichlich Erfahrung sammeln können. Als seine Frau dahinterkommt, woher der neue Reichtum herstammt, verbessert sich das Sexualleben schlagartig. Pam ist von den Raubzügen fasziniert und bettelt schließlich so lange, bis ihr Mann einwilligt, sie auf der nächsten Tour mitzunehmen.
Als die beiden schließlich genug Geld erbeutet haben, um sich ein Haus leisten zu können und in Wohlstand zu leben, beschließt Chris, mit den Überfällen aufzuhören. Er erfüllt sich seinen Traum und wird selbstständiger Buchhändler. Doch Pam erträgt die Ruhe und das „normale Leben“ nicht. Sie ist unglücklich und kann sich mit der bürgerlichen Existenz nicht abfinden. Deshalb verlässt sie ihren Mann. Doch Chris erträgt die Trennung nicht und versucht seine Angebetete zurückzugewinnen. Es kristallisiert sich nur eine mögliche Lösung: Ein erneuter krimineller Raubzug!
Die Polizei ist aber mittlerweile den beiden auf den Fersen. Beim nächsten Coup wird Chris schließlich verhaftet. Pam, die im Fluchtauto sitzt, entkommt zunächst. Eine Verfolgungsjagd entsteht, bei der die Frau auch unbeteiligte Passanten erschießt. Letztendlich wird die Flüchtige doch gestellt; sie tötet sich jedoch, bevor sie verhaftet werden kann. Während der folgenden Gerichtsverhandlung entwendet Chris einer Beamtin die Schusswaffe und versucht einen blutigen, sinnlosen Ausbruchsversuch. Als er schwer verletzt am Boden liegt, begeht auch er einen Suizid.

## Kritik
Peter Sobczynski schreibt im Internet-Magazin eFilmCritic in seinem Artikel „A Good Ashley Judd Film? Believe It or Not!“ („Ein guter Ashley-Judd-Film? Kaum zu glauben!“): "[…] her single greatest performance-indeed, one of the strongest bits of film acting that you are ever likely to see-was in what probably remains the most obscure and least-seen film of her career, John McNaughton´s 1996 masterpiece „Normal Life“."„([…] tatsächlich ihre einzige großartige Vorstellung, eines der stärksten Stücke von Filmschauspielerei, die man jemals zu Angesicht bekommen wird, in einem Film, der der obskurste und am seltensten gesehene ihrer Karriere ist, John McNaughtons Meisterwerk „Normal Life“ aus dem Jahre 1996.“)
James Berardinelli in seinem Artikel auf www.reelviews.net: „Luke Perry, giving the most convincing performance of his career to date, makes it clear how desperately, hopelessly smitten Chris is by his wild, troubled wife.“ („Luke Perry, der die überzeugendste Vorstellung seiner soweitigen Karriere abliefert, stellt hervorragend dar, wie gepeinigt Chris von seiner wilden, gequälten Frau ist.“) Und schließlich: "By depicting the sham of „normality“, „Normal Life“ reminds us how fictitious and unattainable the „American dream“ can be." („Indem der Film den Schwindel von „Normalität“ anschaulich darstellt, erinnert er uns daran, wie erdichtet und unerreichbar der ‘Amerikanische Traum’ sein kann.“)

## Hintergrund
Der Film wurde in verschiedenen Orten in Illinois gedreht. Der Regisseur bemerkte über die Schauspielerin: „… in fact she is a bit crazy herself“. [in der Tat ist sie selbst ein bisschen verrückt]